# 大塚智則
大塚 智則（おおつか とものり、7月18日生まれ）は、日本の男性声優、長野県出身。血液型はO型。
現在、リンク・エンタテインメンツに所属、同時にNPO法人Pastel・Switchの理事も兼任。

## 人物
以前は同人舎、ぷろだくしょん★A組、RME、クロスゲートに所属していた。
プロレスラーになる夢もあったが、怪我によりもう一つの夢だった声優を目指し、高校卒業と同時に上京。
声優を中心に活動し、主に外国映画・ドラマ吹き替えに出演。
自身が中心となって旗揚げしたNPO法人Pastel・Switchは、足立区を拠点としている。
東京スクールオブミュージック＆ダンス専門学校講師。
吹き替え作品においては西垣俊作と共演することが非常に多い。

## 出演
太字はメインキャラクター。

### 吹き替え

#### 映画
- アイ・アム・ソルジャー SAS英国特殊部隊（カーター〈ノエル・クラーク〉）
- 哀愁
- 愛のタリオ
- アザーマン -もう一人の男-（ピーター〈リーアム・ニーソン〉）
- アニマルウォーズ森林帝国の逆襲（ダン・サンダース〈ブレンダン・フレイザー〉）
- 雨に唄えば（コズモ〈ドナルド・オコナー〉）
- アンダー・ザ・スキン 種の捕食（ポール・ブラニガン）
- 愛しのアクアマリン
- インベージョン・デイ 合衆国陥落の日
- インペリアル・ドリーム（コーネル〈ジェルナード・バークス〉）※Netflix配信版
- ウォルター少年と、夏の休日 ※テレビ東京版
- 噂のギャンブラー（ジェレミー〈ジョシュア・ジャクソン〉）
- 駅馬車（ブーン医師〈トーマス・ミッチェル 〉）
- エルフ物語 ゴス・アズールの化身（クルモン〈ポール・D・ハント〉）
- エレベーター（マーティン〈デヴィン・ラトレイ〉）
- エンド・オブ・ザ・ワールド（オーウェン〈アダム・ブロディ〉）
- お気にめすまま（モンクリーフ〈ソウル・ルビネック〉）
- おしゃれパピーズ ココ＆ステラ（父親〈マイク・クワーク〉）
- 女処刑人（トレ〈ホセア・シモンズ〉）
- オフィサー・ダウン（ウォーカー〈ドミニク・パーセル〉）
- 顔のない天使（ジャスティン・マクラウド〈メル・ギブソン〉）
- ガガーリン 世界を変えた108分（フルシチョフ書記長〈ウラジミール・チュプリコフ〉）
- ガス燈
- カリギュラ（ティベリウス〈ピーター・オトゥール〉）
- 間諜最後の日
- 黄色いリボン（タイリー軍曹〈ベン・ジョンソン 〉）
- 危険な関係（ジン〈チャン・ハン〉）
- キッズレーサー 魔法のメダルと秘密のサーキット（父親〈アダム・ブースドゥーコス〉）
- キムと森のオオカミ
- 黒水仙（将軍〈サブー〉）
- クロッシング・ウォー 決断の瞬間（ハール〈ブルクハルト・クラウスナー〉）
- クロッシング・デイ（ポーリー〈イーサン・ホーク〉）
- 更年奇的な彼女（リウ・チョン〈ウォレス・チョン〉）
- 荒野の決闘（ワイアット・アープ〈ヘンリー・フォンダ 〉）
- コンテンダー（フランク・レジェンド〈ウェンデル・ピアース〉）
- サイコキラー
- サイレント・ナイト 悪魔のサンタクロース（ジム〈ドナル・ローグ〉）
- サウルの息子（サウル〈ルーリグ・ゲーザ〉）
- ザ・タワー 超高層ビル大火災（デホ〈キム・サンギョン〉）
- ザ・トランスポーター（セルヒオ〈エドゥアルド・フェルナンデス〉）
- 砂漠の鬼将軍
- サハラ戦車隊（ジェイソン・ハリディ大尉〈リチャード・ニュージェント〉）
- サファリ
- ザ・ホークス～ハワード・ヒューズを売った男～（クリフォード〈リチャード・ギア〉）
- 三十四丁目の奇蹟（フレッド・ゲーリー〈ジョン・ペイン〉）
- シェーン（シェーン〈アラン・ラッド 〉）
- ジグザグキッドの不思議な旅（ヤコブ〈フェジャ・ファン・フェット〉）
- シャレード（テックス・ペンソロー〈ジェームズ・コバーン〉）
- ジュラシック・シティ
- 情愛
- 処刑教室
- 人造人間13号（ラリー〈ニック・モラン〉）
- シンドバッド 新たなる航海
- スターファイター 未亡人製造機と呼ばれたF-104（大佐〈ピーター・クレマ―〉）
- スパイダー・イン・ザ・ウェブ（アヴラム〈ベン・キングズレー〉[4]）
- すべては愛のために
- 頭上の敵機（フランク・サヴェージ准将〈グレゴリー・ペック〉）
- スリー・ドッグス クリスマス三銃士（アルファミス）
- 戦慄病棟（コンウェイ〈スティーヴン・ラング〉）
- 曹操暗殺 三国志外伝（献帝〈アレック・スー〉）
- ソード・オブ・ブラッド（白督主〈アー・ウェン〉）
- ゾンビマックス! 怒りのデス・ゾンビ（ベニー〈レオン・バーチル〉）
- ダークウォッチ 戦慄の館（クリス〈ザック・ウォード〉）
- ダーク・エンジェル 闇を支配した男（ジェイク〈フランク・クルーガー〉）
- ターザン・リターンズ（ターザン〈ジョー・ララ〉）
- ターニング・タイド 希望の海（フランク〈ギョーム・カネ〉）
- 第十七捕虜収容所（デューク）
- ダラス・バイヤーズクラブ
- 弾丸刑事 怒りの奪還（ジョンソン知事〈ジョン・サヴェージ〉）
- チェイシング/追跡（クリストフォロ〈ラッセル・クロウ〉）
- チェ・ゲバラ&カストロ
- 地平線のキックオフ（フランツ〈ステファン・グブサー〉）
- チャンス!（ウェラー〈コルム・ミーニイ〉）
- ディープ・ライジング コンクエスト
- DEAN/ディーン
- 提督の艦隊（ヨハン・デ・ウィット〈バリー・アトスマ〉）
- デイライツ・エンド（ローク〈ジョニー・ストロング〉）
- デス・クルー（クレンショー〈ボキーム・ウッドバイン〉）
- デッド・ドロップ（ドワイト〈コール・ハウザー〉）
- テロ、ライブ（ヨンファ〈ハ・ジョンウ〉）
- ドラゴン・フォース 聖剣伝説（ボールス〈トム・ラティマー〉）
- トレジャー&ドラゴン 魔の竜神と失われた王国（セイン〈マイケル・シャンクス〉）
- トロイの秘宝を追え!
- 泥棒は幸せのはじまり（サンディ〈ジェイソン・ベイトマン〉）
- ナイト・オブ・ファンタジー 次元を超えた冒険（老人時代のトム〈フランシス・X・マッカーシー〉）
- 7番房の奇跡（ヨング〈リュ・スンリョン〉）
- 72時間 タイムリミット（マイロン〈ボキーム・ウッドバイン〉）
- 名もなき塀の中の王（オリバー〈ルパート・フレンド〉）
- 虹蛇と眠る女（バーティ〈メイン・ワイアット〉）
- パリ20区～僕たちのクラス～（フランソワ）
- 必殺処刑人
- ピッチ・パーフェクト（バンパー・アレン〈アダム・ディヴァイン〉）
- ファミリー・マン ある父の決断（シン医師〈アヌパム・カー〉）
- 風雲～ストームウォリアーズ～（步驚雲〈アーロン・クォック〉）
- 舞台恐怖症（イヴの父）
- フラッシュバック・キラー（グラント〈レオ・グリロ〉）
- プリズン・ブレーキ
- ベルファスト71（ボイル）
- ホラーマニア vs 5人のシリアルキラー（ボブ〈アリ・ミレン〉）
- ボルケーノ in N.Y.
- マッスルモンク
- 真昼の決闘（フランク・ミラー〈イアン・マクドナルド〉）
- ミニヴァー夫人（ヴィン〈リチャード・ネイ〉）
- 燃えよデブゴン 豚だカップル拳（ウィン、一代槍王〈ラウ・カーウィン〉）※ソフト版
- モンスター・オブ・ダイナスティ 王朝の妖怪（姜子牙〈チョウ・ハオドン〉）
- 善き人には悪魔は訪れる（ハビエル）
- ヨンガシ 変種増殖（キム）
- ラブ・クライム
- リオ・グランデの砦（タイリー騎兵〈ベン・ジョンソン〉）
- レジェンド・オブ・デスティニー 王朝の密謀（楊太監〈リー・ヤン〉）
- レマゲン鉄橋
- ローン・レンジャー（ダン・リード大尉〈ジョン・ベネット・ペリー〉）
- わが谷は緑なりき（グリュフィード牧師）
- 我が道を往く
- わんぱくバディーズ ダイヤ泥棒をやっつけろ（警察署長）

#### ドラマ
- 韓流ドラマ 美しい彼女（チャンコーチ）
- シカゴホープ 第5シーズン
- ターザンの大冒険 DVDシリーズ（ターザン）
- トラベラーズ（フィリップ〈ライリー・ドルマン〉、フォーブス）
- 名探偵ポワロシリーズ（エルキュール・ポワロ〈デヴィッド・スーシェ〉）※デアゴスティーニ版
- 流星花園～花より男子～（生徒）

#### アニメ
- シーフード（ジュリアス〈ギャヴィン・ヤップ〉）
- タイガー&ラビット レジェンド・オブ・ファイヤー（アマン）
- 雪の女王 新たなる旅立ち（トロル王〈ジェフ・ベネット〉）
- れいぞうこのくにのココモン2（カビキング）

### テレビアニメ
- イタチとオウム（イタチ）
- 殿といっしょ（山賊親分）
- タテアニメ
  - ニャンだ?フル チャンネル　ネコこのゴロ（ボイスSE）※ディレクター兼任
- ウィザード・バリスターズ 弁魔士セシル（大泉 顕）
- 想星のアクエリオン Myth of Emotions（2025年、カミサマ）

### ゲーム
- 鬼斬（モモタロウ）
- ガイザードレボリューション（翡翠、春日陸）
- ブレイブソングオンライン（2011年、レオン・アスラ）
- フォーチュンサモナーズ～アルチェの精霊石（トワリン）

### ボイスドラマ
- GACKT:PERFECT STORY BOOK「RE:BORN」（GHOST副隊長）
- 声優まっしぐら（一条慎也）

### 舞台
- 「砂漠の密室」（神楽坂向陽）[5]
- 華ヤカ哉、我ガ一族 オペラカレイド（政治家②） ※声の出演
- 鬼斬（ご隠居） ※声の出演

### ラジオ
レインボータウンエフエム放送
- 「おにぎり！On the radio 」 （メインパーソナリティ）
- 「アイガク」 （メインパーソナリティ）

兵庫エフエム放送
- 「土曜ドラマランド」（メインパーソナリティ）

### CM・PV
- エコバックスジャパンTVCM　（ウォレス・チョン）
- 第一精工株式会社 企業PV「会社紹介ドラマ版」（40代役）[6]

### その他
- MICHAEL JACKSON: History – The King of Pop 1958-2009（メインナレーション）